# Gediminas

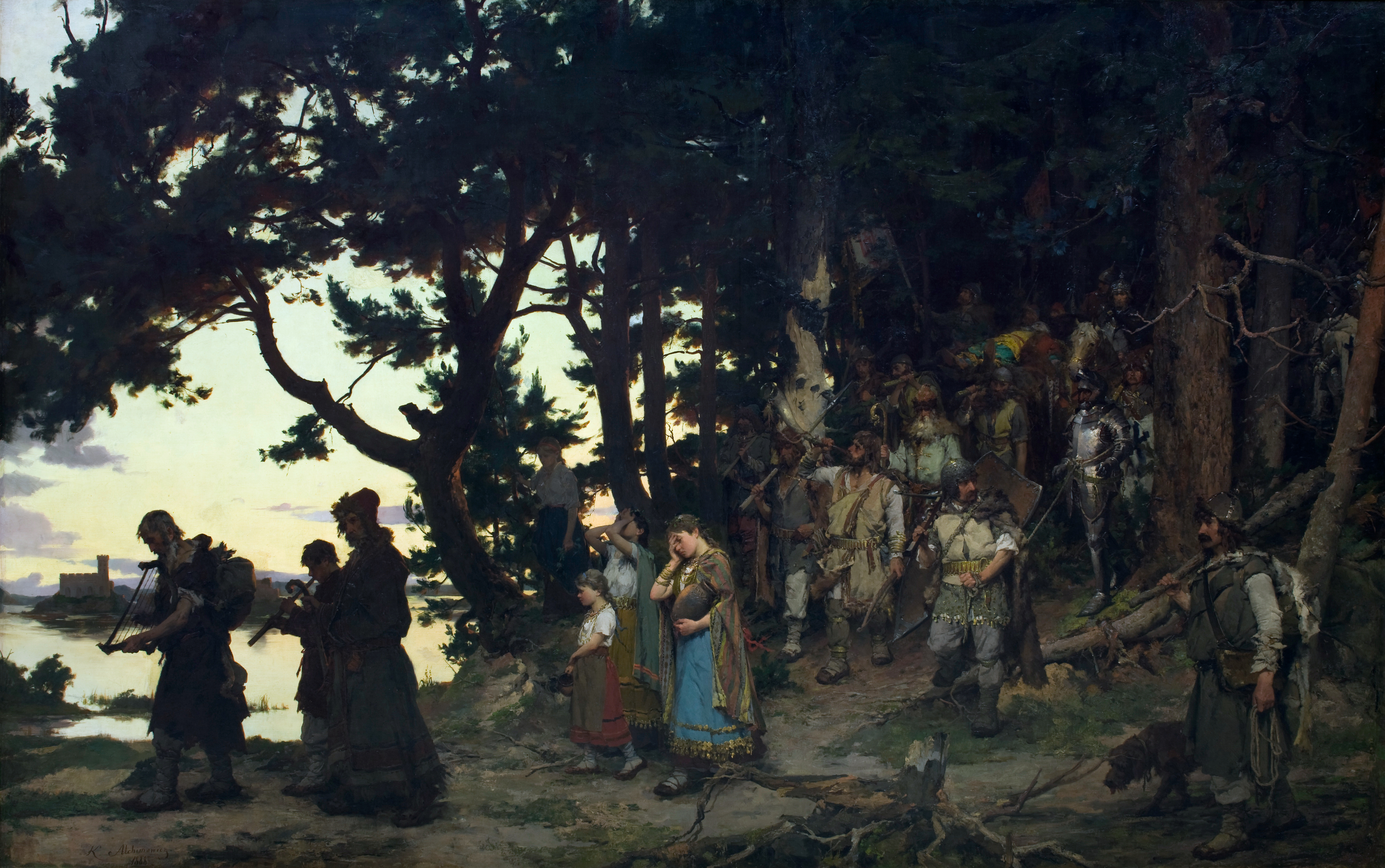
Heidense begrafenis van Gediminas (19e-eeuws schilderij)

Gediminas (ook: Gedimin, Wit-Russisch: Гедзімін, Hedzimin; circa 1275 – winter 1341) was van 1316 tot 1341 heerser over het grootvorstendom Litouwen. Hij wordt door historici vaak gezien als een van de belangrijkste grootvorsten van dit rijk, mede vanwege het feit dat hij het grootvorstendom zou hebben omgevormd tot een multi-etnische en multi-confessionele staat. Hij is tevens bekend van het feit dat hij zich sterk verzette tegen de pogingen van de Katholieke Kerk om zijn land zich tot het christendom te laten bekeren.

## Leven
Volgens de meest erkende opvatting was Gediminas de jongere broer van Vytenis, en zoon van Butvydas. Over zijn voorouders is niet veel bekend.
Gediminas werd in 1316 op 40-jarige leeftijd grootvorst, en regeerde gedurende 25 jaar. Hij erfde een groot rijk, waaronder de gebieden Samogitië, Navahroedak, Podlachië en Polotsk, maar dit rijk werd door meerdere tegenstanders bedreigd waaronder de Duitse Ordestaat en de Lijflandse Orde. Ridders van deze ordes waren Litouwen al meerdere keren binnengevallen. Gediminas wilde van Litouwen een dynastie maken die machtig genoeg was om terug te vechten. Hij stond bovendien toe dat andere volken zich in Litouwen zouden vestigen en daar volgens hun wetten konden leven.
Gediminas stond toe dat christelijke gemeenschappen zich in Litouwen zouden vestigen, maar hij wilde zichzelf nooit tot het christendom bekeren. In 1322 verstuurde Gediminas een brief aan de paus waarin hij uitte dat "fidem catholicam recipere" (het katholieke geloof aan te nemen). Uit recent onderzoek blijkt echter dat zijn intenties zeer beperkt waren. Vanwege de heikele internationale fase van zijn strijd tegen de Duitse Orde hoopte hij op hulp van buitenaf. Wel verzekerde Gediminas in zijn brief dat hij niet antikatholiek was en dat hij als gebaar van goede wil franciscaanse en dominicaanse missies zou toelaten, maar een complete bekering overwoog hij niet. Wel liet hij katholieke priesters executeren die zijn heidense religie hadden beledigd.
Onder bevel van Gediminas breidde Litouwen haar grenzen uit richting de Zwarte Zee. Wel hield hij rekening met de Gouden Horde en vormde een bondgenootschap met het nabijgelegen grootvorstendom Moskou.
Gediminas stierf in de laatste week van 1341. Vermoedelijk werd hij gedood bij een staatsgreep. Zijn lichaam werd op de brandstapel gelegd en ook zijn lievelingspaard en -bediende werden in de vlammen geworpen. Eveneens als een groep Duitse slaafgemaakten.
De Gediminastoren in Vilnius is het laatste restant van het slot dat Gediminas daar liet bouwen. Door zijn ligging op een heuvel is de toren het meest opvallende bouwwerk van de stad.

## Familie
Het is niet met zekerheid na te gaan hoe vaak Gediminas in zijn leven getrouwd is, of hoeveel kinderen hij gehad heeft. Hij zou in elk geval getrouwd zijn geweest met Jaunė en zeven zonen en zes dochters hebben gekregen, waaronder:
- Manvydas (ca. 1288–1348)
- Narimantas
- Karijotas
- Jaunutis
- Algirdas
- Kęstutis
  - Vytautas
- Maria
- Anna van Litouwen
- Elzbieta
- Eufemija
- Liubartas